# هارولد تشيستر توماس
هارولد تشيستر توماس (بالإنجليزية: Harold Chester Thomas)‏ هو ضابط أمريكي، ولد في 7 مايو 1907، وتوفي في 12 أكتوبر 1942.